# Segunda División Peruana
Segunda División Peruana – druga liga peruwiańska, której rozgrywki organizowane są przez federację piłkarską Federación Peruana de Fútbol. Obecnie w drugiej lidze peruwiańskiej gra 12 klubów.

## Historia
Pierwsza edycja drugiej ligi peruwiańskiej miała miejsce w 1936 roku. Począwszy od sezonu w 2006 roku zmieniają się w lidze co najwyżej trzy kluby - mistrz awansuje do pierwszej ligi (Primera división peruana), a dwa najsłabsze w tabeli kluby muszą szukać swej szansy w Copa Perú. Na miejsce mistrza i dwóch najsłabszych klubów do ligi przybywają - wicemistrz turnieju Copa Perú i dwa najsłabsze kluby w tabeli pierwszej ligi. Taka organizacja rozgrywek sprawia, że jeden z dwóch najsłabszych w drugiej lidze klubów może nawet awansować do pierwszej ligi, jeśli zwycięży w Copa Perú.
Zasady spadku i awansu w poprzednich latach były różne - na przykład w 2005 roku dwa najlepsze kluby kwalifikowały się do 1/8 finału Copa Perú, a z ligi spadały 4 ostatnie w tabeli kluby. Jeszcze wcześniej mistrz drugiej ligi (który obecnie automatycznie awansuje do najwyższej ligi) rozgrywał baraż z ostatnim zespołem w tabeli pierwszej ligi.
W latach 1988–1990 zwycięzca drugiej ligi awansował do Regional Metropolitano, który stanowił jedynie pierwszy etap rozgrywek pierwszoligowych. W 1991 roku mistrz drugiej ligi w ogóle nie awansował z powodu reorganizacji pierwszej ligi. W roku 1992 mistrz drugiej ligi musiał rozegrać turniej barażowy ze zwycięzcami trzech stref regionalnych. W latach 1993–1997, tak jak obecnie, mistrz bezpośrednio awansował do pierwszej ligi. W latach 1998–2001 mistrz musiał rozgrywać baraż z ostatnim zespołem w tabeli pierwszej ligi. W roku 2002 i 2003 znów mistrz awansował do pierwszej ligi, ale w latach 2004 i 2005 mistrz i wicemistrz drugiej ligi otrzymywali jedynie prawo gry w 1/8 finału Copa Perú. Od roku 2006 mistrz drugiej ligi ponownie uzyskuje bezpośredni awans do pierwszej ligi.

## Lista klubów drugiej ligi peruwiańskiej
Sezon w roku 2007
| Klub                      | Miasto    | Data założenia   | Stadion                                          | Pojemność |
| ------------------------- | --------- | ---------------- | ------------------------------------------------ | --------- |
| Alfonso Ugarte            | Puno      | 1928             | Estadio Enrique Torres Belón                     | 20 000    |
| América Cochahuayco       | Lima      | 15 kwietnia 1980 | Estadio Lolo Fernández                           | 4000      |
| Atlético Minero           | Matucana  | 1978             | Estadio Huancayo                                 | 20 000    |
| Deportivo Aviación        | Lima      | 31 lipca 1964    | Estadio Municipal de Chorrillos                  | 15.000    |
| Hijos de Acosvinchos      | Lima      | 1946             | Estadio Monumental                               | 80 000    |
| La Peña Sporting          | Ayacucho  | 6 kwietnia 1968  | Estadio Ciudad de Cumana                         | 15 000    |
| Olímpico Aurora           | Lima      | styczeń 1958     | Estadio Niño Héroe Manuel Bonilla                | 2500      |
| Unión Huaral              | Huaral    | 20 grudnia 1947  | Estadio Julio Lores Colán                        | 6000      |
| Universidad César Vallejo | Trujillo  | 6 stycznia 1996  | Estadio Mansiche                                 | 25 000    |
| UTC Cajamarca             | Cajamarca | 14 lipca 1964    | Estadio Héroes de San Ramón                      | 18 000    |
| Universidad San Marcos    | Lima      | 2001             | Estadio Universidad Nacional Mayor de San Marcos | 67 500    |

## Mistrzowie drugiej ligi
| Rok  | Mistrz                                  |
| ---- | --------------------------------------- |
| 1936 | Telmo Carbajo                           |
| 1939 | Alianza Lima                            |
| 1940 | Telmo Carbajo                           |
| 1945 | Santiago Barranca                       |
| 1946 | Ciclista Lima                           |
| 1947 | Jorge Chávez                            |
| 1948 | Centro Iqueño                           |
| 1949 | Ciclista Lima i Jorge Chávez            |
| 1950 | Unión Callao                            |
| 1951 | Asociation Chorrillos                   |
| 1952 | Unión Callao                            |
| 1953 | Carlos Concha                           |
| 1954 | Unión Callao                            |
| 1955 | Carlos Concha                           |
| 1956 | Porvenir Miraflores                     |
| 1957 | Mariscal Castilla                       |
| 1958 | Unión América                           |
| 1959 | Mariscal Sucre FBC                      |
| 1960 | Carlos Concha                           |
| 1961 | KDT Nacional                            |
| 1962 | Mariscal Sucre FBC                      |
| 1963 | Carlos Concha                           |
| 1964 | Defensor Arica                          |
| 1965 | Mariscal Sucre FBC                      |
| 1966 | Porvenir Miraflores                     |
| 1967 | KDT Nacional                            |
| 1968 | Deportivo Municipal                     |
| 1969 | Deportivo Sima                          |
| 1970 | Atlético Deportivo Olímpico (ADO)       |
| 1971 | Deportivo Sima                          |
| 1972 | Atlético Chalaco                        |
| 1973 | Unión Huaral                            |
| 1975 | Compañía Peruana de Teléfonos           |
| 1980 | Gonzales Prada                          |
| 1981 | Juventud La Palma                       |
| 1982 | Gonzales Prada                          |
| 1983 | Barcelona                               |
| 1984 | Deportivo San Agustin                   |
| 1985 | Guardia Republicana                     |
| 1986 | Internazionale                          |
| 1987 | Guardia Republicana Club Deportivo AELU |
| 1988 | Defensor Lima                           |
| 1989 | Sport Boys Callao                       |
| 1990 | Hijos de Yurimaguas                     |
| 1991 | Enrique Lau Chun                        |
| 1992 | Unión Huaral                            |
| 1993 | Ciclista Lima                           |
| 1994 | Unión Huaral                            |
| 1995 | Guardía Republicana                     |
| 1996 | Alcides Vigo                            |
| 1997 | Club Lawn Tennis                        |
| 1998 | Hijos de Yurimaguas                     |
| 1999 | América Cochahuayco Lima                |
| 2000 | Deportivo Aviación Lima                 |
| 2001 | Alcides Vigo                            |
| 2002 | Unión Huaral                            |
| 2003 | Sport Coopsol                           |
| 2004 | Olímpico Somos Perú Lima                |
| 2005 | Olímpico Somos Perú Lima                |
| 2006 | Deportivo Municipal                     |
| 2007 | Universidad César Vallejo Trujillo      |
| 2008 | Total Clean Arequipa                    |
| 2009 | Sport Boys Callao                       |